# 马特·费什
马修·爱德华·菲什（英語：Matthew Edward Fish，1969年11月18日—），美国NBA联盟职业篮球运动员。他在1992年的NBA选秀中第2轮第50顺位被金州勇士选中。